# 日本トレーラーハウス協会
一般社団法人日本トレーラーハウス協会（にほんトレーラーハウスきょうかい、Japan Trailer Home Association）は、トレーラーハウスの文化向上の為に、安全・安心を第一に考え現行法を順守しながら産業を確立していくことを目的とした非営利型一般社団法人。

## 概要
日本トレーラーハウス協会は、様々な形でトレーラーハウスの利便性を訴求し、より価値の高いトレーラーハウスの利用方法を提案するとともに、安全・かつ安心してトレーラーハウスの利用が出来るように、あらゆる環境の整備を計ることをもって、トレーラーハウス業界の健全な発展に資することを目的とする。

## 活動
- トレーラーハウスの法的基準の整備
- 全国自治体（建築行政）と協議し、法律を遵守したスタンダードな設置方法を確立していく
- 運輸局、道路局と協議し、法律を遵守した運搬方法の基準を確立していく
- 業界全体のモラルを高め、法律を遵守していくことを第一と考え指導していく
- 安全という観点から一定の基準を検討し、規格を制定していく
- 規制、税金等も含め自主基準から法制化をはかり、トレーラーハウスを産業にしていく
- 定期的に展示会を行い、トレーラーハウスの健全な普及を図る

## トレーラーハウス業界の現状
トレーラーハウスは車輪が付いていることで、いつでも移動することができるため、アンテナショップ、借地での事務所、借地での店舗にはスクラップアンドビルドの必要がなく非常に便利である。この度の東日本大震災の際には、仮設診療所、仮設店舗、仮設事務所、仮設宿泊所として注目を浴び、被災地で活躍。しかし、現状ではトレーラーハウスの法律がないために大幅な普及がなされていない状況。日本トレーラーハウス協会は、現在の法律を厳守して運搬・設置を行っていくとともに、便利なトレーラーハウスを安全に、安心して利用できるよう、新しい基準を決め、また法律を改善し、トレーラーハウスの普及に努めている。

## 関連情報
- トレーラーハウス

## 後援
- アメリカ大使館商務部
- 米国RVIA
- 米国インディアナ州政府駐日代表事務所